# Geneva (Alabama)
Geneva es una ciudad ubicada en el condado de Geneva en el estado estadounidense de Alabama. En el censo de 2000, su población era de 4388.

## Demografía
En el 2000 la renta per cápita promedia del hogar era de $22,096, y el ingreso promedio para una familia era de $30,543. El ingreso per cápita para la localidad era de $14,877. Los hombres tenían un ingreso per cápita de $25,824 contra $17,639 para las mujeres.

## Geografía
Geneva se encuentra ubicada en las coordenadas 31°2′17″N 85°52′36″O / 31.03806, -85.87667 (31.038181, -85.876677)
Según la Oficina del Censo de los EE. UU., la ciudad tiene un área total de 6.54 millas cuadradas (16.95 km²).